# Gare de Larga
La gare de Larga (ukrainien : Ларга (станція)) est une gare ferroviaire située dans la ville de Kelmentsi en Ukraine, c'est la dernière avant la frontière moldave.

## Situation ferroviaire
Elle fut ouverte sur la ligne Gretcheny-Larga.

## Histoire

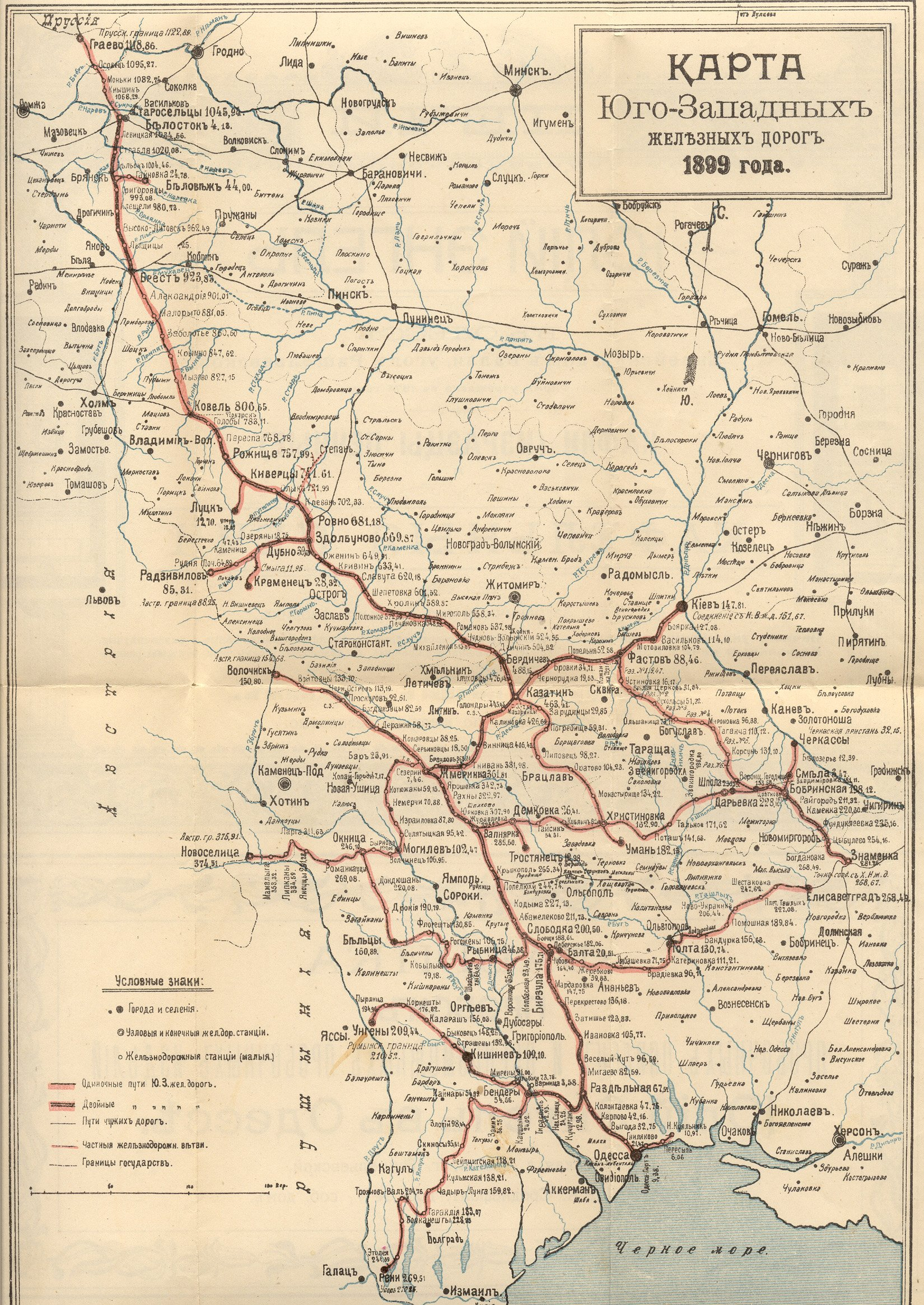
Les lignes de chemin de fer russe en 1899.

La gare est ouverte en 1894.